# حملة جزر ماريانا وبالاو
حملة جزر ماريانا وبالاو (بالإنجليزية: Mariana and Palau Islands campaign)، المعروفة أيضاً باسم عملية العلّاف  (Operation Forager)، كانت هجوماً شنته قوات الولايات المتحدة ضد القوات الإمبراطورية اليابانية في جزر ماريانا وبالاو في المحيط الهادئ بين يونيو ونوفمبر 1944 خلال حرب المحيط الهادئ. جاء الهجوم الأمريكي، تحت القيادة العامة لتشيستر نيمتز، بعد حملة جزر غيلبرت ومارشال وكان الغرض منه تحييد القواعد اليابانية في وسط المحيط الهادئ ودعم حملة الحلفاء لاستعادة الفلبين وتوفير قواعد لحملة قصف استراتيجي ضد اليابان.
بدء الهجوم ، بتنفيذ سلاح مشاة البحرية الأمريكية والقوات البرية الأمريكية، بدعم من البحرية الأمريكية، بتنفيذ عمليات الإنزال على سايبان في يونيو 1944. ورداً على ذلك، جرى حشد الأسطول المشترك للبحرية الإمبراطورية اليابانية لمهاجمة الأسطول البحري الأمريكي الذي يدعم عمليات الإنزال. أدت معركة بحر الفلبين بين حاملات الطائرات (المسماة "عملية ضربة الديك الرومي الكبرى في جزر ماريانا") في الفترة من 19 إلى 20 يونيو، إلى هزيمة القوات البحرية اليابانية بشكل حاسم مع خسائر فادحة لا يمكن تعويضها لطائراتها المتمركزة على الحاملات أوالموجودة على البر.
نفذت القوات الأمريكية عمليات الإنزال على غوام وتينيان في يوليو 1944. وبعد قتال عنيف، استولت على سايبان في يوليو وغوام وتينيان في أغسطس 1944. ثم بنت الولايات المتحدة مطارات في سايبان وتينيان حيث تمركزت قاذفات بي-29 للقيام بعمليات قصف استراتيجي ضد البر الرئيسي الياباني حتى نهاية الحرب العالمية الثانية، بما في ذلك الهجمات الذرية على هيروشيما وناجازاكي.
في هذه الأثناء ومن أجل تأمين جناح القوات الأمريكية التي تستعد لمهاجمة القوات اليابانية في الفلبين، في سبتمبر 1944، هبطت قوات مشاة البحرية والجيش الأمريكي في جزر بيليليو وأنغاور في بالاو. وبعد قتال عنيف وشديد على بيليليو، تمكنت القوات الأمريكية أخيراً من تأمين الجزيرة في نوفمبر 1944.
بعد نزولها في جزر ماريانا وبالاو، واصلت قوات الحلفاء حملتها الناجحة في نهاية المطاف ضد اليابان من خلال الإنزال في الفلبين في أكتوبر 1944 وفي الجزر البركانية وريوكيو ابتداءً من يناير 1945.

## العمليات
- معركة سايبان، 15 يونيو - 9 يوليو 1944
- معركة غوام، 21 يوليو - 10 أغسطس 1944
- معركة تينيان، 24 يوليو - 1 أغسطس 1944
- معركة بيليليو، 15 سبتمبر - 27 نوفمبر 1944
- معركة أنغاور، 17 سبتمبر - 22 أكتوبر 1944